# 5-та армія (РСЧА)
5-та армія — одна з армій РСЧА, сформована під час Громадянської війни.

## Перше формування
17 березня в м Катеринославі відкрився 2-й Всеукраїнський з'їзд Рад. Він прийняв резолюцію «Про організацію військової сили», зобов'язавши делегатів розгорнути в кожному місті та селі роботу зі створення збройних сил Української Радянської Республіки. З'їзд об'єднав сили радянських республік для боротьби проти зовнішніх і внутрішніх ворогів. 
Почалося зведення червоногвардійських загонів, загонів колишньої Російської армії, військових частин і загонів Радянських республік в п'ять армій чисельністю по 3—3,5 тисячі чоловік. По суті, ці армії були бригадами з обмеженими можливостями. Командувач військами 5-ї армії Р. Ф. Сіверс.
Створена в середині березня 1918 з військ, що діють проти союзних Українській Державі австро-німецьких військ у районі Курська, хутір Михайлівський, Новгород-Сіверський, Бахмач, Конотоп, Ворожба (всього близько 3 тисяч осіб, 13 гармат). Діяла на конотопському напрямку, потім прикривала Харків з півночі, а після залишення Харкова (8 квітня 1918) вела бої в районі Куп'янська. 10 квітня 1918 перейменована в 2-гу Особливу армію, до початку травня її частини влилися до складу Воронезького загону. Командувач армії  Р. Ф. Сіверс.

## 2-а Особлива армія
18 квітня 1918 року Сиверсом була отримана телеграма головкому Антонова-Овсієнка: 
«Ваша армія перейменовується в II Особливу. V є армія Ворошилова ».